# Emil Paleček
Emil Paleček (3. října 1930, Brno – 30. října 2018 Brno) byl český fyzikální chemik a biochemik, objevitel elektrochemie nukleových kyselin.

## Biografie
Emil Paleček vystudoval chemii a biochemii na Přírodovědecké fakultě Masarykovy Univerzity v Brně. Od roku 1955 pracoval v Biofyzikálním ústavu Akademie věd v Brně, kromě toho přednášel na Masarykově univerzitě jako profesor molekulární biologie. Spolupracoval s centrem RECAMO Masarykova onkologického ústavu.
Byl zakládajícím členem Učené společnosti ČR.
Na kontě má 300 odborných publikací a je celosvětově jedním z nejcitovanějších českých vědců. Je zařazen ve Stanfordském celosvětovém seznamu 2% nejcitovanějších vědců. Na rozdíl od pomalejší a zatím přesnější optické metody analýzy sekvence DNA je jeho elektrochemická analýza rychlejší a mohla by vést k vývoji miniaturních analyzátorů s novým typem čipů.

## Ocenění
- Cena Jaroslava Heyrovského pro mladé vědce (1961)
- státní vyznamenání za práci na DNA (1976)
- Zlatá medaile J. G. Mendela (1990)
- Medaile Akademie věd (2009) DE SCIENTIA ET HUMANITATE OPTIME MERITIS
- Cena ministra školství (2011)
- G. Milazzo Prize udělená Bioelectrochemical Society
- Cena Metrohm od České společnosti chemické (2014)
- Česká hlava (2014)
- Cena Jihomoravského kraje (2016)
- Cena Neuron za přínos světové vědě (2017)